# Kapumao
Kapumao (kinesiska: 卡蒲毛, 卡蒲毛南族乡) är en socken i Kina. Den ligger i provinsen Guizhou, i den sydvästra delen av landet, omkring 120 kilometer sydost om provinshuvudstaden Guiyang. Antalet invånare är 10026. Befolkningen består av 4 845 kvinnor och 5 181 män. Barn under 15 år utgör 23,0 %, vuxna 15-64 år 63 %, och äldre över 65 år 12,0 %.